# James Le Mesurier
James le Mesurier est un ancien officier de l'armée britannique devenu directeur d'une ONG néerlandaise, la Mayday Rescue Foundation (en), né le 25 mai 1971 à Singapour et mort le 11 novembre 2019 à Istanbul. 
Il est connu pour avoir contribué à former la Défense civile syrienne, connue sous le nom de Casques blancs.

## Biographie
James Le Mesurier est tout d'abord officier dans l'armée britannique. Il travaille ensuite pour l'Organisation des Nations unies puis devient consultant spécialiste des conflits armés.
Il est diplômé de l'Académie royale militaire de Sandhurst et a servi en tant qu'officier avec les Royal Green Jackets, notamment au Kosovo. Après avoir quitté l'armée, il a rejoint Good Harbour, une entreprise de communication stratégique basée à Abou Dabi.

### Formation de secouristes syriens
Ému par les récits de civils syriens pris pour cibles dans les bombardements, il décide d'aider les secouristes à se former, en Turquie. Apporter une formation aux premiers-secours et un équipement aux volontaires permet d'augmenter le nombre de sauvetages. En 2013, il contribue à former une équipe de vingt Casques blancs - secouristes de la Défense civile syrienne - avec des secouristes turcs, de manière plus structurée,,.
Il fonde alors l’ONG à but non-lucratif Mayday Rescue Foundation (en), qui forme, entraîne et équipe des secouristes qui interviennent dans les zones de conflits et dont les projets sont financés par les Nations unies et divers gouvernements,.
En 2016, il reçoit la distinction honorifique d'Officier de l'ordre de l'Empire britannique.

### Suspicion de fraude
En 2019, un comptable néerlandais, employé par Mayday pour rétablir de l'ordre dans les comptes, affirme que James Le Mesurier aurait détourné pour son propre usage 50 000 dollars de fonds destinés aux Casques Blancs via la fondation Mayday Rescue. Une enquête des comptes de Mayday par Grant Thornton a par la suite lieu à l’initiative des pays donateurs, car la plupart des documents financiers manquaient ; un rapport de synthèse vu par les journalistes du Volkskrant. La conclusion qualifie ce paiement de 50 000 dollars de Le Mesurier à lui-même être le résultat d'un « malentendu » et non d'une fraude, aucun détournement de fonds n'ayant été établi. Cela correspond à des reçus dont les dates ont été mal renseignées, sur les instructions de Le Mesurier. Le Mesurier aurait emprunté un montant important à la fondation pour payer son mariage en 2018, et de l'argent destiné à d'autres fins avait été utilisé pour payer des primes aux cadres supérieurs, y compris à lui-même et à sa femme,,. Cette accusation, ainsi que le contenu de l'article du Volkkrant sont démentis par Grant Thornton et Cornelis Vrieswijk, qui concluent à l'absence de fraude.
Dans un courriel du 8 novembre 2019, Le Mesurier informe de la situation les pays donateurs de la Mayday Rescue Foundation, tout en indiquant sa crainte que cela soit utilisé par les « trolls russes et pro-Assad » et s'engage à démissionner de la fondation Mayday et à rembourser les sommes si cela est exigé.

### Décès
Le matin du 11 novembre 2019, James Le Mesurier est retrouvé mort au pied de l'immeuble où se trouvait son domicile à Istanbul dans le quartier de Beyoğlu, avec de multiples fractures. Les circonstances de sa mort ne sont pas claires, une enquête est ouverte,. Selon sa femme, il souffrait d'un stress important lié à la campagne de diffamation et de propagande à son égard,, et prenait un traitement médical, ce qui peut laisser penser à un accident ou un suicide, mais la thèse de l'assassinat commandité par un État est également avancée,. La campagne visant à discréditer les Casques blancs avait été lancée par les services secrets russes et relayée par des officiels russes et syriens, ainsi que des blogueurs soutenant Assad, et s'en prenait de plus en plus personnellement à James Le Mesurier,,.
L'autopsie indique que la cause du décès correspond à « un traumatisme corporel général lié à une chute de hauteur », et un examen toxicologique indique la prise de somnifères, ce que sa femme avait déclaré aux autorités. 
Le 2 mars 2020, le procureur clôt le dossier, le décès étant considéré comme accidentel, possiblement un suicide : l'enquête a permis de lever tout soupçon contre sa femme et aucune preuve d'intervention extérieure dans le drame n'a été mise en évidence, rien n'indique un suicide,.

### Campagne de désinformation
De même que les Casques blancs, James Le Mesurier est victime d'une « campagne de désinformation » et d'« attaques publiques » de la part de dignitaires des régimes russe et syrien,. Selon l'un de ses anciens collègues, il était au courant qu'il était la cible d'une telle campagne et d'« attaques au vitriol » de la part d'utilisateurs des réseaux sociaux, et prenait des mesures pour sa sécurité. Trois jours avant sa mort, le ministère des Affaires étrangères russe l'accuse d'être un ancien agent du MI6 « en lien avec des terroristes »,,.